# Cardiopetalum
Cardiopetalum é um género botânico pertencente à família Annonaceae.